# Longen
Longen là một đô thị thuộc trong huyện Trier-Saarburg thuộc bang Rheinland-Pfalz, phía tây nước Đức. Đô thị này có diện tích 0,97 km², dân số thời điểm ngày 31 tháng 12 năm 2006 là 80 người.